# U2 Tower
La U2 Tower est projet architectural d’un gratte-ciel « point de repère » annulé qui devait être construit à Dublin. Le site choisi était situé dans les « campshires » des South Docklands (SODO), à l'angle des Sir John Rogerson Quay et Britain Quay, près de la confluence de la rivière Liffey, de la rivière Dodder et du Grand Canal. Le design annoncé le 12 octobre 2007 a été réalisé par Foster + Partners. Sa hauteur avait été prévue à 120 mètres, « puis bien au-delà de 120 mètres », et même à 180 mètres, ce qui en aurait fait le plus haut bâtiment de l'île d'Irlande. Le bâtiment devait être un immeuble d'appartements, avec un studio d'enregistrement appartenant au groupe de rock U2 dans un pod au sommet. La construction devait commencer en 2008 et se terminer en 2011, pour un coût de 200 millions d'euros.
En octobre 2008, le projet a été annulé en raison du ralentissement économique de l'époque. Des propositions visant à relancer le plan ont eu lieu en juillet 2013. Cependant, elles n'ont pas abouti et un autre bâtiment de 79 mètres et de 22 étages, le « Capital Dock », a depuis été construit sur le site.

## Histoire

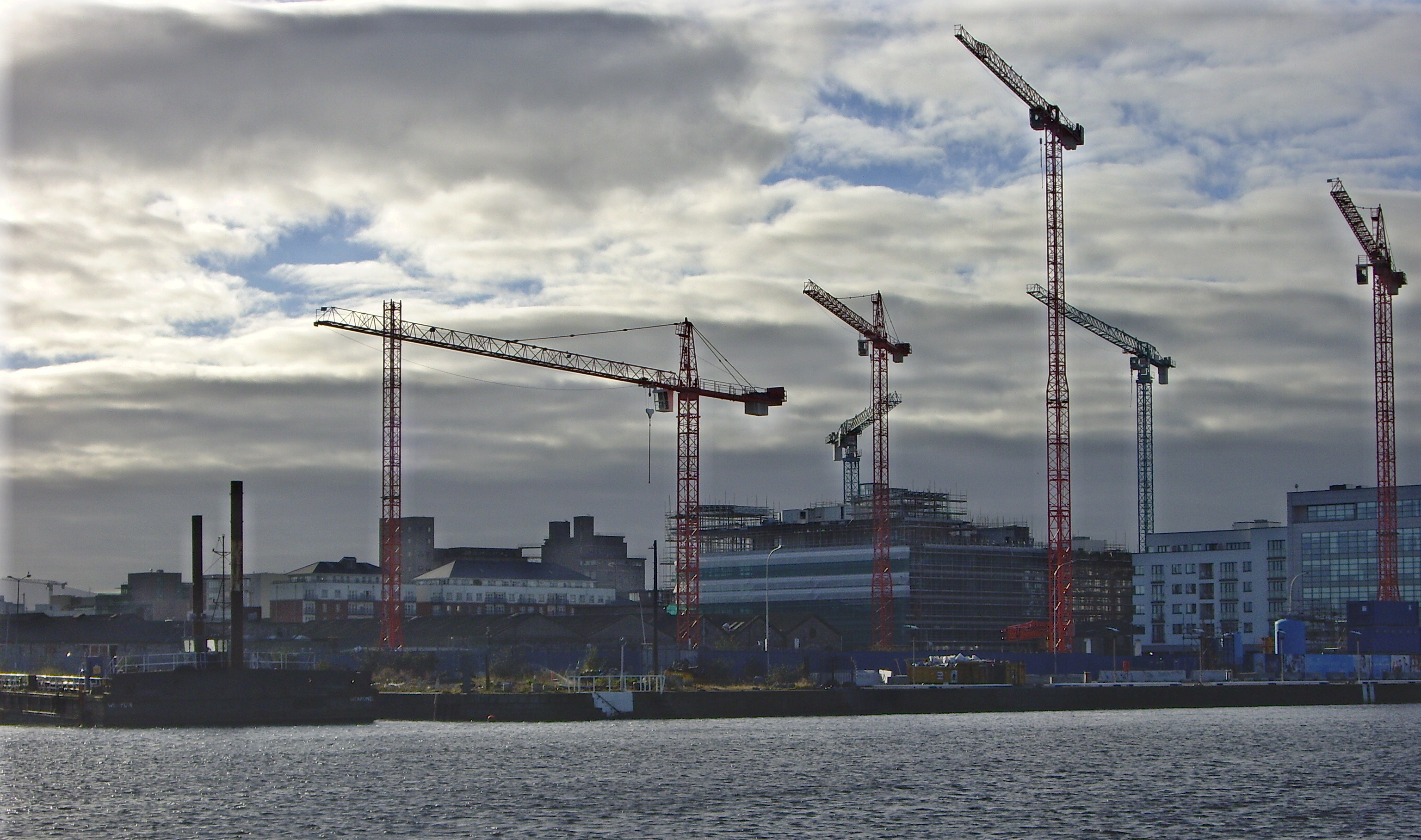
Le site en cours de déblaiement pour la construction en février 2008.

La Dublin Docklands Development Authority (DDDA) a été créée en 1997 pour régénérer les friches industrielles et les entrepôts sous-utilisés dans les Docklands à l'embouchure de la rivière Liffey à Dublin. En 2000, la DDDA a proposé une tour historique pour le site de Britain Quay. L'implication de U2 faisait partie d'un accord en 2001 lorsque la DDDA avait acquis par achat obligatoire le site du précédent studio de U2 sur Hanover Quay. En octobre 2002, la DDDA a annoncé un concours de conception architecturale pour la tour, initialement de 60 mètres de haut, qui abriterait des appartements et un studio d'enregistrement penthouse pour U2. 530 projets ont été envoyés du monde entier à la date de clôture en février 2003. Le jury n'a été révélé qu'après l'annonce du vainqueur. Il comprenait le président de la Royal Hibernian Academy, le président ainsi que deux autres membres de la DDDA, la Dublin's City Architect et Adam Clayton de U2,.
Le jury avait initialement désigné comme gagnant une candidature qui a été par la suite disqualifiée, après un avis juridique parce que le DDDA avait perdu les détails de la société qui avait soumis ce projet. Ils n'étaient donc plus en mesure de choisir ce premier projet,. Le Sunday Times a plus tard spéculé sur le fait que cela pourrait avoir été la candidature de l’agence londonienne 3W, après qu'une campagne du site Web irlandais archiseek.com a conduit à la l’identification de six dessins non identifiés,. Le 5 août 2003, le projet gagnant annoncé a été réalisée par les architectes Burdon Dunne/Craig Henry (aujourd'hui BCDH Architects) de Blackrock. Felim Dunne, associé principal de Burdon Dunne, était le beau-frère du manager de U2, Paul McGuinness.
La hauteur déclarée de la tour était de 60 mètres au parapet, mais de 78 mètres au sommet des pinacles en verre.
En septembre 2005, la DDDA a révisé la hauteur de la U2 Tower de 60 mètres à 120 mètres. C'était en même temps que le projet de construction également annulée de la tour de guet de 120 mètres dans le complexe Point Village sur la rive nord du Liffey, en face de la U2 Tower. Le DDDA envisageait que les deux tours forment une entrée "point de repère" et un "poteau visuel" pour la ville depuis le port de Dublin,. Le ministre de l'Environnement, Dick Roche, a approuvé les plans du DDDA en juillet 2006. Le DDDA a demandé un permis de construire pour la U2 Tower le 14 septembre 2006. Une ultime modification a encore augmenté la hauteur de la tour à 130 m. Les dispositions de l'article 25 de la Loi DDDA de 1997 ont été utilisées pour accélérer le traitement de la demande. Il a été approuvé le 2 octobre 2006.
Des appels d'offres pour la construction de la tour ont alors été lancés et une liste restreinte de cinq entreprises a été publiée le 26 février 2007. L'offre gagnante annoncée le 12 octobre 2007 était celle de Geranger, un consortium de promoteurs immobiliers et des membres de U2. Le design choisi n'était pas le design original de BCDH, mais un design commandé par Geranger à Norman Foster. Les offres ont été évaluées par un panel de trois architectes. Le projet concurrent arrivé finaliste était également un tout nouveau travail proposé par Zaha Hadid.
Le 31 octobre 2008, la Dublin Docklands Development Authority a annoncé qu'elle annulait les projets de construction en raison des conditions économiques de l'époque.
Le 25 novembre 2011, il a été annoncé que les terrains de la U2 Tower avaient été remis à l'Agence nationale de gestion des actifs (NAMA, National Asset Management Agency) pour régler les dettes.

## Problèmes
Les développeurs Dunloe Ewart (remplacés par la suite par Liam Carroll) avaient obtenu un permis de construire en 2000 pour un bâtiment de 100 mètres sur un site à côté de celui de la U2 Tower. La DDDA s'y est opposée en 2005 car elle voulait que la U2 Tower soit un point de repère isolé. Le conseil municipal de Dublin a refusé de prolonger le permis de construire sur le site non construit de Carroll après son expiration. En septembre 2007, Carroll a fait appel de cette décision devant le tribunal de commerce,. Certains résidents de Ringsend ont accusé le DDDA d’arrogance, affirmant que des revenus supplémentaires provenant des deux tours pourraient financer des programmes de logements sociaux dans les zones voisines. D'autres personnes ont exprimé leur mécontentement face à la présence d'un gratte-ciel dans une zone historiquement basse.
Des inquiétudes ont été exprimées au sujet d'un éventuel conflit d'intérêts pour U2 dans le processus d'appel d'offres pour la construction, lorsqu'il est apparu que les membres du groupe étaient des bailleurs de fonds de Geranger. Après le succès de l'offre initiale de BCDH, il a été souligné que le manager de U2, Paul McGuinness, était le beau-frère de Felim Dunne, l'architecte de BCDH.
L'impact de la crise financière des prêts hypothécaires à risque de 2007 a mis en doute la viabilité du projet BCDH. Les journalistes ont émis l'hypothèse que les dépenses d'ingénierie supplémentaires pour la conception complexe de la "tour de torsion" étaient excessives et qu'une conception alternative serait utilisée à la place. Les offres de construction ont été en mesure de soumettre des offres de prix pour la conception BCDH d'origine et une alternative de leur choix. Il y avait des spéculations qui affirmaient que des poursuites judiciaires auraient pu être engagées, par le BCDH et par les constructeurs qui avaient été soumissionnés uniquement sur la base du projet BCDH, que le DDDA n'était pas autorisé à abandonner ce projet d'origine.
Des retards à toutes les étapes des phases de conception et de planification ont suscité beaucoup de commentaires. Le coût estimé est passés de 55 millions d'euros à 200 millions d’euros, et la date d'achèvement des travaux est quant à elle passée de début 2008, en septembre 2006, à fin 2011, en octobre 2007.

## Design
Le prix prévu d'un appartement avec deux chambres dans la tour a été estimé en octobre 2006 à 1 à 1,5 million d'euros.

### ProjetBCDH
Le projet de BCDH comportait une torsion de la tour de 45 degrés, soit la moitié de la torsion de 90 degrés du Turning Torso à Malmö. Il était de une hauteur de 100 m jusqu’au dernier étage des appartements et d’une hauteur totale de 130 m, au niveau de l’étage de service et du studio d'enregistrement penthouse à deux étages destiné à U2. Il y avait 36 étages au total,. L'empreinte au sol était un carré de 26,6 mètres de côté. L'immeuble devait être principalement composé d'appartements avec une, deux ou trois chambres, ainsi que des locaux commerciaux au rez-de-chaussée et au premier étage, un parking souterrain sur deux niveaux et le fameux penthouse.
La géométrie de torsion de la tour a posé un défi d'ingénierie structurelle important. Le problème a été résolu en utilisant une structure de colonnes inclinées qui suivaient la torsion du bâtiment et un noyau circulaire rigide pour la stabilité en torsion. Les plaques de plancher de 26,6 m² se tordent d'un montant égal par étage autour du noyau circulaire. La tour aurait été équipée d’ascenseurs pour les appartements, de colonnes montantes de services ainsi que d’un ascenseur à deux niveaux pour le service, la lutte contre l'incendie et l'accès au penthouse.

### Projet Foster
Le projet choisi le 12 octobre 2007 était un triangle incliné. Il comportait principalement des appartements de luxe, avec une plate-forme de visualisation publique à 100 mètres de hauteur, juste en dessous d'une cosse en forme d'œuf isolée acoustiquement contenant le studio d'enregistrement U2,. Au-dessus de cela devait être construit un "centre énergétique" contenant des éoliennes et un grand panneau solaire. Les façades est et ouest étaient froissées à la manière d'écailles de poisson, avec des balcons cachés. La façade nord aurait été élégante, tandis que la façade sud avait d'autres panneaux solaires. Le bâtiment aurait chevauché la fin du quai de Sir John Rogerson, permettant au trafic de traverser sa base.

#### Environs
Un hôtel cinq étoiles devait être situé à côté de la tour, accompagné d’un immeuble de 34 appartements sociaux et abordables. Un pont pour les piétons et les transports en commun aurait traversé l'embouchure de la Dodder et du Grand Canal près de la tour, dans le prolongement de Sir John Rogerson's Quay en direction du pont East Link (qui maintenant s’appelle Tom Clarke Bridge). Ce projet de pont a été conçu par les consultants britanniques Flint & Neill.

### Proposition Kennedy-Wilson
Il a été rapporté en juillet 2013 que Kennedy-Wilson, une entreprise américaine, envisageait d'acheter le site de la NAMA et de développer une U2 Tower de 18 étages, la moitié de la hauteur du projet précédent. Cette proposition a ensuite été annulée et remplacée par la construction du bâtiment Capital Dock de 79 mètres et 22 étages qui se trouve désormais sur le site.